# Himmel og helvede
Himmel og helvede (Cel i infern) és una pel·lícula danesa del 1988, dirigida per Morten Arnfred. També ha escrit el guió amb Jørgen Ljungdahl després de la novel·la del mateix nom de Kirsten Thorup.

## Col·laborador
- Karina Skands
- Harriet Andersson
- Erik Mørk
- Ole Lemmeke
- Lise Ringheim
- Waage Sandø
- Pernille Højmark
- Judy Gringer
- Peter Schrøder
- Anne Marie Helger
- Vibeke Hastrup
- Nikolaj Steen

## Premis
Premis Bodil
El 1989 Karina Skands va rebre el Premi Bodil a la millor protagonista femenina, Ole Lemmeke el Premi Bodil al millor protagonista masculí i Erik Mørk el Premi Bodil al millor actor secundari.
Premis Robert
El Premi Robert a la millor actriu va ser per a Karina Skands, el Premi Robert al millro actor a Erik Mørkl, Harriet Andersson va rebre el Premi Robert a la millor actriu secundària i el Premi Robert al millor dissenyador de so va ser atorgat a Niels Arild.

## Referéncies
1. ↑  
«Himmel og helvede». Det Danske Filminstitut, 09-08-2023.
2. ↑  «Bodilprisen 1989: Årets vindere». Bodilprisen.dk, 09-08-2023.
3. ↑  En virtut dels premis Danish Film Awards (Robert) 1989 a IMDb, Palle Arestrup és el guanyador del premi Robert pel director de fotografia de l'any per Himmel og helvede. Es creu que això està malament. Durant els premis es va atorgar el premi a la millor pel·lícula a Skyggen af Emma de Dan Lausten i això també apareix en una visió general al lloc web de Lausten.
4. ↑  «Danish Film Awards (Robert) / 1989 Awards». IMDb, 09-08-2023.
5. ↑  
«Skyggen af Emma / Awards». IMDb, 09-08-2023.
6. ↑  
«Awards». Dan Lausten, 09-08-2023.